# Alelna frekvencija
Alelna frekvencija (genska frekvencija) je proporcija svih kopija gena formiranih od specifične genske varijante (alela). Drugim rečima, to je broj kopija specifičnog alela podeljen brojem kopija svih alela na tom genetičnom mestu (lokusu) u populaciji. On može da bude izražen u procentima. U populacionoj genetici, alelne frekvencije se koriste za prikazivanje količine genetičke raznovrsnosti na nivou osobe, populacije, i vrste. Alelna frekvencija je isto tako relativna proporcija svih alela gena željenog tipa.

## Literatura
Cheung KH, Osier MV, Kidd JR, Pakstis AJ, Miller PL, Kidd KK (2000). „ALFRED: an allele frequency database for diverse populations and DNA polymorphisms”. Nucleic Acids Research. 28 (1): 361—3. PMC 102486 . PMID 10592274. doi:10.1093/nar/28.1.361.
Middleton D, Menchaca L, Rood H, Komerofsky R (2002). „New allele frequency database: http://www.allelefrequencies.net”. Tissue Antigens. 61 (5): 403—7. PMID 12753660. doi:10.1034/j.1399-0039.2003.00062.x. Спољашња веза у |title= (помоћ)

## Spoljašnje veze
- ALFRED baza podataka Архивирано на веб-сајту  (20. јануар 2011)
- - baza podataka STR alelnih frekvencija